# Baumkurre

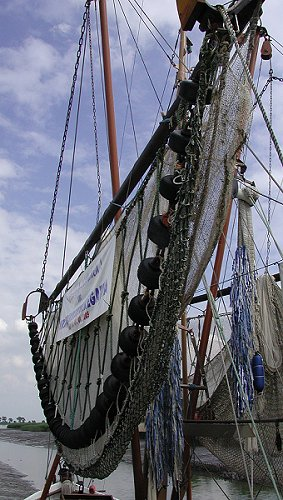
Baumkurre

Baumkurren bzw. Kurren sind spezielle beutelartige Grundschleppnetze für den Fang von Nordseegarnelen und Plattfischen (z. B. Schollen oder Seezungen) im Wattenmeer.
Vor über 200 Jahren sollen sie durch Holländer aus China eingeführt worden sein. Andere Quellen sagen, sie stamme direkt vom Keitelnetz ab, welches in Preußen für die Fischerei auf den Haffen verwendet wurde. An der Elbmündung sind sie erst seit 1814 im Gebrauch.
Eine 9,5 m lange Spiere, der sogenannte Kurrbaum, hält die Öffnung des Netzes unter Wasser offen. Über kufenartige Schuhe zieht der Fisch- oder Krabbenkutter das Netz über den Meeresboden. Der Unterrand des Netzes trägt eine 10,6 m lange Leine (Bleisehm), die mit Bleiknoten beschwert ist und die in neuerer Zeit auch durch eine mit altem Tauwerk (Schlatting) umwickelte Kette ersetzt wird. Jedes Ende des Kurrbaums trägt Eisenkugeln und als Gleitschuh auf dem Meeresboden ein Eisen, die Kurrklaue. Das Rollengrundtau unter der Netzöffnung beschwert die Baumkurre und löst beim Gleiten über den Meeresgrund Erschütterungen aus. Dadurch schrecken die Krabben und Plattfische vom Boden auf und können so vom Netz erfasst werden. Das Netz wird von den Fischern selbst filiert; es erfordert 22 kg Garn, und seine Länge beträgt 17 m.
Der WWF kritisiert am Fischfang mit Baumkurren zum einen den hohen Energieverbrauch, der zum Schleppen notwendig ist, zum anderen die hohe Belastung des Meeresbodens und seiner Bewohner durch die Rollen und Kufen.
Auch Greenpeace kritisiert den Einsatz der Baumkurre und anderer Grundschleppnetze. Fischereien, die Baumkurren einsetzen, pflügten laut Greenpeace den Meeresboden um und töteten und zerstörten alle dort lebenden Organismen der Fauna und Flora. Darüber hinaus kritisiert Greenpeace den sehr hohen Beifang, der bei dieser Fischereimethode anfällt. Für 1 Tonne Krabben fielen bis zu 15 Tonnen Beifang an, für 1 Kilogramm Seezunge bzw. Scholle fielen ca. 10 Kilogramm Beifang an. Der Beifang wird wieder in das Meer zurückgeworfen und überlebe nicht, da die Fische durch den Druck der anderen Tiere im Netz zerquetscht würden oder die Schwimmblase platze. Greenpeace kategorisiert die Fischereimethode Baumkurre daher als eine zerstörerische.
Die von WWF und Greenpeace kritisierten Aspekte fallen in einer abgemilderten Form auch bei den Fischereien an, die mit sogenannten modifizierten und als nachhaltig geltenden Baumkurren arbeiten.